# Tractrice

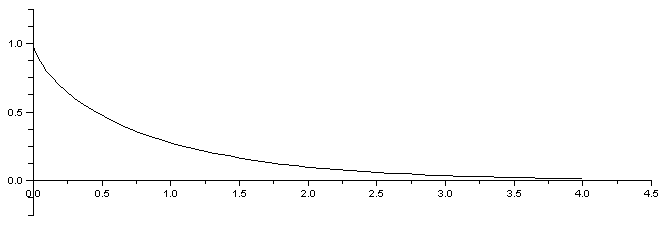
Tractrice pour x et y positifs ; T parcourt (Ox).

En mathématiques, une tractrice est une courbe plane parcourue par un point M lié à un point T par les conditions suivantes : 
- le point T parcourt une droite ;
- la distance MT est constante ;
- la droite (MT) est tangente à la tractrice.

Elle est connue aussi sous le nom de courbe équitangentielle.
L'histoire de la tractrice remonte au XVIIe siècle. Claude Perrault, rencontrant Leibniz vers les années 1670, lui aurait parlé d'un problème qu'il aurait posé déjà à de nombreux mathématiciens sans en obtenir de réponse satisfaisante. Posant sa montre à gousset sur la table, il la tire par la chaînette en déplaçant l'extrémité de cette chaînette le long du bord rectiligne de la table ; il demande alors quelle est la trajectoire suivie par la montre. Nous sommes alors au tout début du calcul infinitésimal et des équations différentielles. Leibniz propose une mise en équation mais la résolution proprement dite demande l'outil des fonctions logarithmes ou des fonctions hyperboliques. 
Elle a été aussi étudiée par Isaac Newton en 1676, Huygens en 1692 et Leibniz en 1693.
De nombreux mathématiciens, appartenant au « mouvement tractionnel », s'intéressent alors à cette courbe et proposent des instruments spécifiques, les « intégraphes », qui permettent la construction d'une tractrice, ou de courbes plus complexes, à partir d'un mécanisme de traction. Une tractrice est également utilisée pour calculer l'aire d'un domaine au moyen du planimètre de Prytz.
On peut citer, en particulier, les instruments de Leibniz et de Huygens en 1693, de Jakob Bernoulli en 1696, de John Perks en 1706, de Giovanni Poleni en 1728 (premier instrument réellement opérationnel), de Giambattista Suardi (en) en 1752.
On peut imaginer une construction de la tractrice à l'aide d'une adaptation de la méthode d'Euler (Leonhard Euler a entretenu une correspondance soutenue, en particulier avec Giovanni Poleni, entre 1735 et 1739).  

## Propriétés
- La tractrice est une développante de la chaînette.
- Elle admet l'axe des abscisses comme asymptote.
- On l'appelle parfois « courbe aux tangentes égales » pour exprimer que la longueur des segments de tangentes limités à la courbe et à l'asymptote est constante.
- la surface de révolution obtenue en faisant tourner la tractrice autour de son asymptote est la pseudosphère de Beltrami. Cette surface, qui est localement isométrique au demi-plan de Poincaré, fut le premier modèle explicite de la géométrie de Lobatchevski.

## Construction graphique
Pour construire une approximation d'une tractrice entre les points M1 et M2 associés aux points T1 et T2, on divise le segment [T1T2] en n intervalles [titi+1] qui permettent de construire n + 1 points m0, … , mn de la tractrice (m0 = M1 et mn = M2) de proche en proche. Si r est la distance M1T1, on trace le segment [miti+1] et l'on place le point mi+1 sur ce segment et à une distance r de ti+1.

## Résolution mathématique

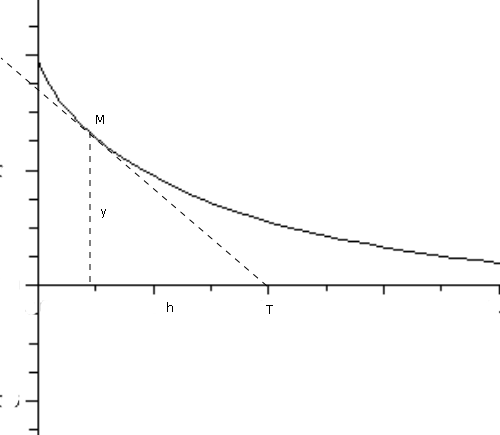
Tractrice, position de M et T.

En considérant la tractrice comme une courbe paramétrée, autrement dit si x(t), y(t) sont les coordonnées cartésiennes de M dans un repère orthonormé, cherchons  deux fonctions x et y vérifiant x(0) = 0, y(0) = a et vérifiant les conditions requises.
Dans le dessin ci-contre, elles se traduisent par 
- {\displaystyle y^{2}+h^{2}=a^{2}} pour {\displaystyle MT=a}
- (h, –y) est proportionnel à (x', y') car (MT) est tangente à la courbe.

Le problème revient donc à résoudre la relation  différentielle : 
{\displaystyle y^{2}+\left({\frac {x'y}{y'}}\right)^{2}=a^{2}},
dans laquelle il s'agit de choisir judicieusement les fonctions paramétrées.

### yen fonction dex
En prenant {\displaystyle x} comme paramètre, on obtient l'équation 
{\displaystyle y'^{2}={\frac {y^{2}}{a^{2}-y^{2}}}},
soit encore 
{\displaystyle y'=\pm {\frac {y}{\sqrt {a^{2}-y^{2}}}}}.
C'est une équation différentielle autonome. Cela était prévisible puisque la propriété géométrique étudiée est invariante par translation parallèle à l'axe des x : si le graphe de {\displaystyle x\mapsto y(x)} a la propriété requise, il doit en être de même du graphe de {\displaystyle x\mapsto y(x-x_{0})}, quel que soit le réel {\displaystyle x_{0}}. 
Pour une telle équation, sur tout intervalle où {\displaystyle y^{\prime }} ne s'annule pas, on peut expliciter
les fonctions réciproques des solutions au moyen d'intégrales. Ici, pour les conditions initiales requises,
Cette intégrale peut se calculer par divers changements de variable. Si l'on se limite aux conditions {\displaystyle x} et {\displaystyle y} positifs ou nuls, avec comme conditions initiales {\displaystyle x_{0}=0} et {\displaystyle y_{0}=a}, on trouve ainsi, entre autres :
- en utilisant des fonctions trigonométriques circulaires :
{\displaystyle y=a\cos t} avec {\displaystyle t\in \left[0,\pi /2\right[} (la géométrie du problème imposant la condition {\displaystyle 0<y\leq a}) et
{\displaystyle x=a\left(\ln {\frac {1+\sin t}{\cos t}}-\sin t\right)}.
Puis, en remplaçant {\displaystyle a\cos t} par {\displaystyle y} :
{\displaystyle x=a\ln {\frac {a+{\sqrt {a^{2}-y^{2}}}}{y}}-{\sqrt {a^{2}-y^{2}}}} ;
- en utilisant des fonctions hyperboliques tanh et cosh :
{\displaystyle y={\frac {a}{\operatorname {cosh} t}}} et
{\displaystyle x=a\left(t-\operatorname {tanh} t\right)}.

La relation entre ces deux points de vue est donnée par la fonction de Gudermann.